# 반데하 파이사
반데하 파이사(스페인어: bandeja paisa)는 콜롬비아의 쟁반 요리이다. 쌀밥과 콩, 각종 고기와 소시지, 달걀, 플랜테인, 아보카도, 아레파로 구성된 안티오키아 지역의 전통 음식이며, 콜롬비아의 국민 음식 가운데 하나이기도 하다.

## 이름
스페인어 "반데하(bandeja)"는 "쟁반"이라는 뜻이며, "파이사(paisa)"는 안티오키아를 포함하는 콜롬비아 북서부 안데스 지역과 관련된 사람이나 물건을 수식하는 형용사이다. "반데하 파이사"는 "파이사 쟁반"이라는 뜻이다.
때로 "일곱 고기 쟁반"이라는 뜻의 반데하 데 라스 시에테 카르네스(스페인어: bandeja de las siete carnes)로 불리기도 한다. 이때 "일곱 고기(las siete carnes)"란 쇠고기와 돼지고기 스테이크, 돼지 간, 모르시야, 초리소, 치차론, 카르네 엔 폴보를 일컫는다.

## 만들기
쌀밥과 콩(주로 붉은색 강낭콩이나 리마콩을 돼지고기와 함께 조리한 것), 치차론, 카르네 엔 폴보, 안티오키아식 초리소, 안티오키아식 모르시야, 달걀 프라이, 플랜테인 타하다나 파타콘, 아보카도, 안티오키아식 아레파로 구성되며, 샐러드나 감자, 오가오 등을 곁들이기도 한다. 음료로는 안티오키아식 마사모라나 과라포, 주스(특히 블랙베리 주스나 구아바 주스) 등을 곁들인다.

## 같이 보기
- 반데라
- 카사도
- 파베욘 크리오요
- 아로스 콘 프리홀레스